# Сиријан
Сиријан (стгрч. ΣυριανόςΣυριανός; умро око 437) био је грчки филозоф новоплатоничар.

## Биографија
Био је родом из Александрије у Египту и син Филоксена. Мало знамо о његовој личној историји, али да је дошао у Атину и са великим жаром учио код Плутарха Атинског, поглавара неоплатонистичке школе, који га је посматрао са великим дивљењем и наклоношћу и поставио за свог наследника. Значајан је као учитељ Прокла и Ермије . Прокло га је посматрао са највећим поштовањем и дао упутства да по његовој смрти буде сахрањен у истој гробници са Темистијем.
Он је био челник Платонове Академије у Атини, наследивши свог учитеља Плутарха Атинског 431/432. године нове ере. Важан је као Проклов учитељ и, попут Плутарха и Прокла, као коментатор дела Платона и Аристотела.
Његово најпознатије постојеће дело је коментар Аристотелове Метафизике. Наводи се да је писао о делима De Caelo и De Interpretatione Аристотела и о Платоновом Тимају
Енциклопедија Суда приписује Сиријану неколико дела, али која су у ствари дела Прокла.
Сиријанов филозофски значај лежи у области метафизике и Платонове егзегезе.

## Дела
Приређена издања сачуваних дела:
- J. Dillon, D. O'Meara, (2006), Syrianus: On Aristotle Metaphysics 13-14. Duckworth.
- D. O'Meara, J. Dillon, (2008), Syrianus: On Aristotle Metaphysics 3-4. Duckworth.